# McDonnell LBD Gargoyle

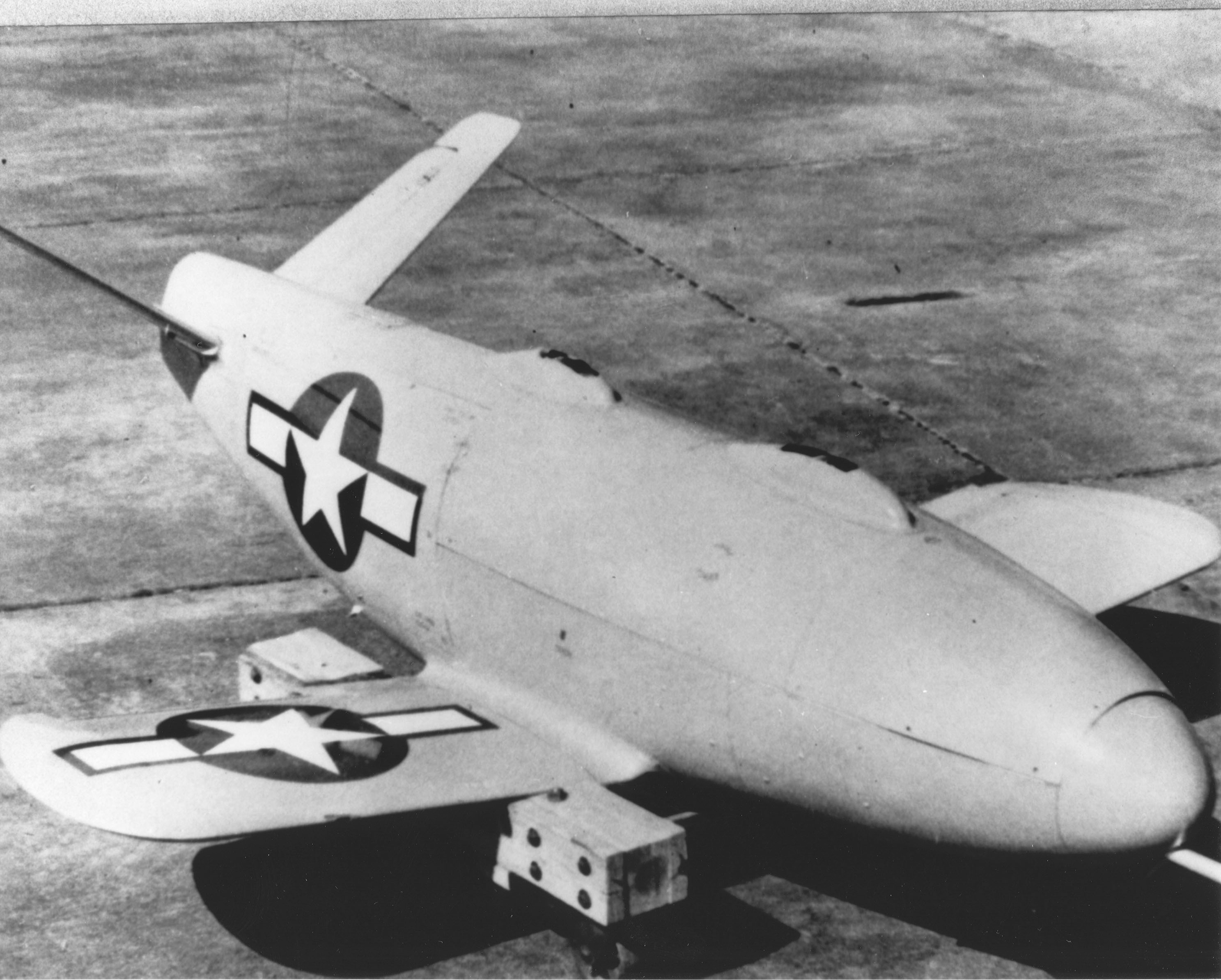
LBD-1 (прямая конфигурация крыльев)

«Га́ргойл» (Gargoyle [ˈɡɑːrɡɔɪl] в пер. с англ. «гаргулья», индекс ВМС — LBD-1, а затем KSD-1) — американская управляемая ракета класса «воздух—поверхность», разработанная в годы Второй мировой войны. Разработка велась исследовательскими учреждениями ВМС США и подразделением управляемого вооружения компании McDonnell Aircraft. «Гаргойл» — первая управляемая ракета, разработанная и производившаяся компанией McDonnell Aircraft. Предназначалась для поражения надводных целей. Разработка началась под впечатлением от успешного применения немцами управляемых ракет Henschel Hs 293. Ракета опоздала к окончанию военных действий, и не применялась на практике, хотя оставалась на вооружении США до 1950 года. Предназначалась для запуска с самолётов палубной авиации по кораблям противника, боевая часть ракеты обеспечивала пробивание броневой палубы стандартных немецких и японских кораблей. Исходная модель 1944 года была планирующей, имела сигарообразную форму и короткие прямоугольные крылья, более поздняя модель 1945 года, получившая словесное название «Кэ́дидид» (Kadydid [ˈkeɪdɪdɪd], с амер. англ. «кузнечик», индекс ВМС — KDD-1), по сути своей была уже не планирующей бомбой, а управляемой ракетой, поскольку имела двигательную установку и более обтекаемую аэродинамическую конфигурацию. Тем не менее, в связи с окончанием войны программа была свёрнута, произведенные к тому времени опытные прототипы были переданы для испытаний в качестве воздушных мишеней в Испытательный центр авиационного вооружения флота «Мохаве».

## История
Разработка ракеты началась в октябре 1943 года методом обратной инженерии немецких управляемых снарядов Henschel Hs 293 и FX-1400 на основе имеющихся сведений. Для ускорения разработок, было решено развивать программу как часть уже идущей флотской программы управляемых планирующих бомб LB.
Планирующая бомба должна была иметь полубронебойную боевую часть массой 454 кг и доставляться палубными самолётами. Её основным применением предполагалось поражение кораблей противника с высокой точностью. В июне 1944 был заключен контракт с компанией McDonnell на поставку первой партии из 200 ракет.

## Описание
Ракета была построена по нормальной аэродинамической схеме с V-образным хвостовым оперением. Изначально, предполагалось что снаряд не должен иметь двигателя, но впоследствии было решено добавить РДТТ Aerojet 8AS1000, на базе авиационного стартового ускорителя. Выгорающий за несколько секунд двигатель разгонял ракету до 980 км/ч. Прирост скорости, в отличие от немецкой Henschel Hs 293 служил для обеспечения высокой бронепробиваемости в атаке. Затем был опробован жидкостный пульсирующий воздушно-реактивный двигатель McDonnell на двухкомпонентном топливе, многократно увеличивший продолжительность работы ДУ. Впоследствии для модификации «Кэдидид» был избран пульсирующий воздушно-реактивный двигатель марки McDonnell-Schmidt, разработанный немецким учёным-ракетчиком Паулем Шмидтом и изготавливающийся компанией Ford Motor Co., обеспечивающий 40 минут непрерывного горения.
Управление ракетой было радиокомандным. Пилот самолёта-носителя отслеживал перемещения ракеты визуально, с помощью яркого трассёра в её кормовой части. Корпус ракеты выдерживал перегрузку до 4G, что давало ей сравнительно высокую маневренность.
Ракета должна была сбрасываться с самолётов с высоты порядка 4500 метров. Радиус планирующего полёта при этом составлял примерно 8 км.
Испытания ракеты начались в марте 1945 года. Первый запуск ракеты с двигателем состоялся в июле 1945 года. Первые результаты испытаний были неудачными, и ракета не была закончена до конца войны. Только в 1946 году состоялся первый полностью успешный управляемый полет. Сочтя ракету малоудачной, флот остановил программу разработки. Изготовленная в 1947 году партия из 200 ракет оставалась на вооружении до 1950 года, после чего была списана.

## Сравнительная характеристика
| Модель | Назначение                | Двигательная установка | Двигательная установка | Двигательная установка | Активный участок траектории полёта | Вес БЧ   | Способ запуска                           |
| ------ | ------------------------- | ---------------------- | ---------------------- | ---------------------- | ---------------------------------- | -------- | ---------------------------------------- |
| LBD-1  | планирующая бомба         | не предусмотрена       | не предусмотрена       | не предусмотрена       | полёт по инерции                   | н/д      | с подкрыльевого пилона самолёта-носителя |
| LBD-1  | противокорабельная ракета | ТРУ                    | РДТТ                   | Aerojet 8AS1000        | 8 секунд                           | н/д      | с подкрыльевого пилона самолёта-носителя |
| KSD-1  | противокорабельная ракета | ПВРД                   | ЖРД                    | McDonnell              | н/д                                | 453,5 кг | с подкрыльевого пилона самолёта-носителя |
| KDD-1  | воздушная мишень          | ПВРД                   | ЖРД                    | McDonnell-Schmidt      | 40 минут                           | не имеет | с самолёта-носителя или с катапульты     |